# 露木清
露木 清（つゆき きよし、1913年1月5日 - 1995年1月29日）は日本の実業家。元伊勢丹代表取締役会長。

## 人物
静岡県田方郡函南村（現・函南町）出身。旧制東京商科大学（のちの一橋大学）卒業。三菱銀行副頭取を経て、1975年伊勢丹取締役、1976年伊勢丹副社長。1978年、三菱銀行出身者として初めて伊勢丹代表取締役会長に就任。1984年に伊勢丹社長に就任した、三菱銀行の部下で創業家4代目の小菅国安とともに、伊勢丹に近代経営を持ちこみ、「ファッションの伊勢丹」を作り上げた。1981年浦和店開店、1984年新潟伊勢丹開店、1987年には伊勢丹アイカードを導入。
1990年伊勢丹取締役相談役。
1995年1月29日、急性心筋梗塞のため東京都世田谷区の病院で死去。青山葬儀所で社葬が開かれた。

## 著書
- 『銀行のマーケティング』東洋経済新報社, 1965
- 『日本が変わる会社が変わる』如水会出版部,1986